# Università politecnica di San Pietroburgo
L'Università politecnica "Pietro il Grande" di San Pietroburgo (in russo Санкт-Петербургский политехнический университет Петра Великого?, Sankt-Peterburgskij politechničeskij universitet Petra Velikogo, abbreviato in СПбПУ, SPbPU) è un'università statale multifunzionale con sede a San Pietroburgo. Fondata nel 1899, è stata intitolata allo zar Pietro il Grande dal 1910 al 1922 e poi nuovamente dal 2015, mentre dal 1922 al 1990 ha portato il nome del rivoluzionario e politico Michail Ivanovič Kalinin.